# Goudoumaria
Goudoumaria este o comună rurală din departamentul Maine-Soroa, regiunea Diffa, Niger, cu o populație de 72.784 de locuitori (2001).